# 稲木亀次郎
稲木 亀次郎（いなぎ かめじろう、生年不詳 - 1924年〈大正13年〉）は、日本の実業家。

## 経歴
静岡県の鳥獣剥製業者で、製革業を営む。斃牛馬化製所を経営する。駅弁を製造販売するが、中途で他に譲り廃業する。静岡屠場監査役をつとめる。

## 人物
日本赤十字社特別社員である。住所は静岡市八番町、同市白山町。長男は皮革骨脂製造販売業を営む稲木芳雄（稲木商店）。